# Дил Ајланд (Мериленд)
Дил Ајланд (енгл. Deal Island) насељено је место без административног статуса у америчкој савезној држави Мериленд.

## Демографија
По попису из 2010. године број становника је 471, што је 107 (-18,5%) становника мање него 2000. године.
| Група             | 2000.       | 2010.       |
| Белци             | 520 (90,0%) | 440 (93,4%) |
| Афроамериканци    | 46 (8,0%)   | 22 (4,7%)   |
| Азијати           | 0 (0,0%)    | 0 (0,0%)    |
| Хиспаноамериканци | 7 (1,2%)    | 0 (0,0%)    |
| Укупно            | 578         | 471         |